# Kozarica (Serbia)
Kozarica (cyr. Козарица) – wieś w Serbii, w okręgu maczwańskim, w gminie Vladimirci. W 2011 roku liczyła 210 mieszkańców.